# Tonino Picula

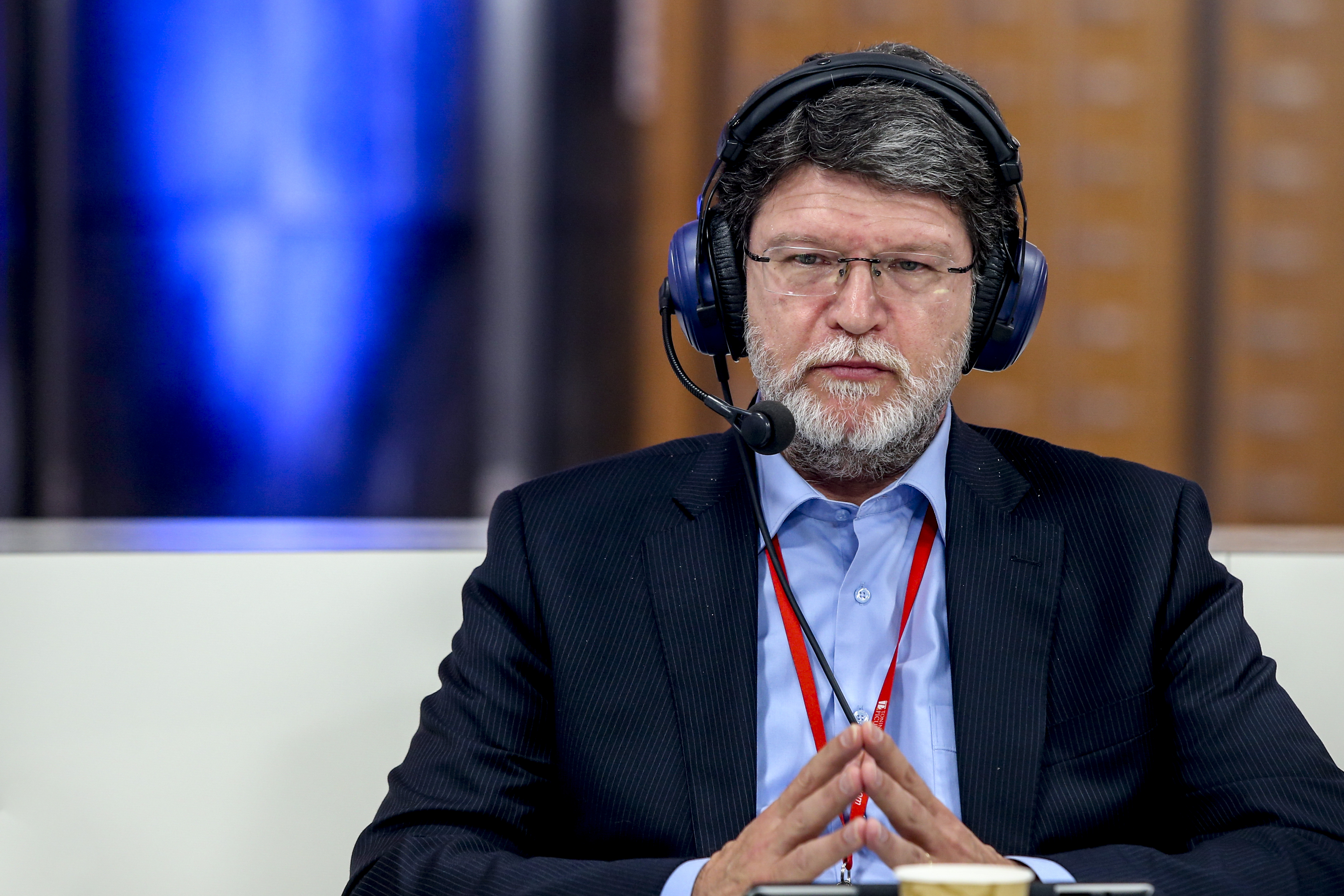
Tonino Picula

Tonino Picula, född den 31 augusti 1961 i Mali Lošinj, är en kroatisk socialdemokratisk politiker och EU-parlamentariker. Han tjänade som Kroatiens utrikesminister 2000-2003 och i samband med Kroatiens EU-inträde den 1 juli 2013 tillträdde han ämbetet som ledamot av EU-parlamentet.  

## Politisk karriär
I Ivica Račans regering 2000-2003 var Picula utrikesminister. 2005-2009 var han borgmästare i Velika Gorica. Från 2011 är han vice talman för OSSE:s parlamentariska församling och från 2012 tjänade han som observatör vid Europaparlamentet.
I Europaparlamentet är han numera ledamot i utskottet för utrikesfrågor, delegationen för förbindelserna med Bosnien och Hercegovina och Kosovo och delegationen till den parlamentariska församlingen Euronest. Dessutom är han suppleant för utskottet för ekonomi och valutafrågor, utskottet för jordbruk och landsbygdens utveckling, delegationen till den parlamentariska stabiliserings- och associeringskommittén för EU–Serbien och delegationen för förbindelserna med Förenta staterna.

### Fotnoter
1. ↑  Europa.eu – Europaparlamentets officiella webbplats
2. ↑  ”Tonino Picula”. europarl.europa.eu. https://www.europarl.europa.eu/meps/sv/112744/TONINO_PICULA/home#detailedcardmep. Läst 16 mars 2024.